# Hall of Fame Tennis Championships 2005
L'Hall of Fame Tennis Championships 2005 è stato un torneo di tennis giocato sull'erba. È stata la 30ª edizione dell'Hall of Fame Tennis Championships, che fa parte della categoria International Series nell'ambito dell'ATP Tour 2005. Si è giocato all'International Tennis Hall of Fame di Newport negli Stati Uniti, dal 4 al 10 luglio 2005.

## Campioni

### Singolare
Greg Rusedski ha battuto in finale  Vince Spadea con il punteggio di 7–6(3), 2–6, 6–4

### Doppio
Jordan Kerr /  Jim Thomas hanno battuto in finale  Graydon Oliver /  Travis Parrott con il punteggio di 7–6(5), 7–6(5)